# الرابطة الوطنية للحماية من الحرائق
الرابطة الوطنية للحماية من الحرائق (NFPA) هي منظمة دولية غير ربحية مكرسة للقضاء على الوفاة أو الإصابة والخسائر الاقتصادية للممتلكات الناجمة عن الحرائق والكهرباء والمخاطر ذات الصلة. في عام 2018، صرحت الرابطة الوطنية للحماية من الحرائق NFPA أن لديها 50ألف عضو و90 متطوع يعملون مع المنظمة من خلال 250 لجنة فنية.
التميمة الرسمية للجمعية هي «سباركي الكلب الإطفائي» والذي يروج لتعليم السلامة من الحرائق للأطفال.

## الأكواد والمعايير
تشمل أكواد ومعايير الرابطة ما يلي:

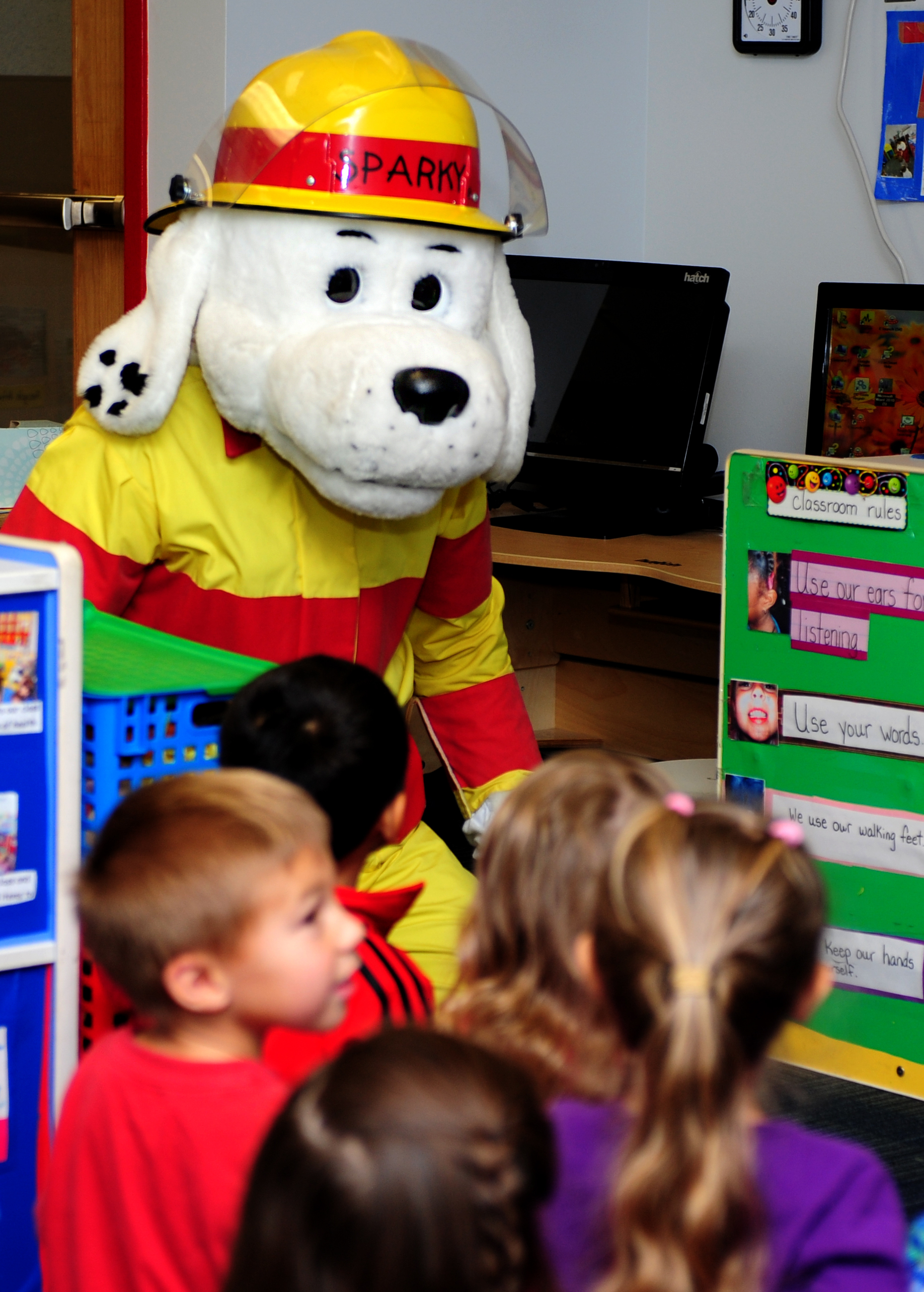
سباركي الكلب الإطفائي

- ان اف بي أي 10 ، «معيار طفايات الحريق المحمولة»
- ان اف بي أي 12 ، «معيار أنظمة إطفاء ثاني أكسيد الكربون»
- ان اف بي أي 12أ، «معيار أنظمة إطفاء الحريق بالهالون 1301»
- ان اف بي أي 13 ، «معيار تركيب أنظمة الرش»
- ان اف بي أي 13D ، «معيار تركيب أنظمة الرش في مساكن الأسر من 1-2 والمنازل المصنعة»
- ان اف بي أي 13R ، «معيار تركيب أنظمة الرش في المساكن السكنية منخفضة الارتفاع»
- ان اف بي أي 14 ، «معيار تركيب أنظمة الأنابيب والخراطيم»
- ان اف بي أي 15 ، «معيار الأنظمة الثابتة لرش المياه للحماية من الحرائق»
- ان اف بي أي 17 ، «معيار أنظمة الإطفاء الكيميائي الجاف»
- ان اف بي أي 17أ، «معيار أنظمة الإطفاء الكيميائية الرطبة»
- ان اف بي أي 20 ، «معيار تركيب المضخات الثابتة للحماية من الحرائق»
- ان اف بي أي 24 ، «معيار تركيب أنظمة إطفاء الحريق الخاصة وملحقاتها»
- ان اف بي أي 25 ، «معيار فحص واختبار وصيانة أنظمة الحماية من الحرائق القائمة على الماء»
- ان اف بي أي 30 ، «كود السوائل القابلة للاشتعال والاحتراق»
- ان اف بي أي 70 ، «كود الكهرباء الوطني»
- ان اف بي أي 70ب، «الممارسة الموصى بها لصيانة المعدات الكهربائية»
- ان اف بي أي 70E ، «معيار السلامة الكهربائية في مكان العمل»
- ان اف بي أي 72 ، «كود إنذار ة الحريق الوطني»
- ان اف بي أي 77 ، «الممارسة الموصى بها للكهرباء الساكنة»
- ان اف بي أي 80 ، «معيار أبواب الحريق ووسائل الحماية الأخرى للفتحات»
- ان اف بي أي 101 ، «كود سلامة الأرواح»
- ان اف بي أي 160 ، «معيار استخدام تأثيرات اللهب قبل الجمهور»
- ان اف بي أي 241 ، «معيار حماية عمليات البناء والتعديل والهدم»
- ان اف بي أي 704 ، «النظام القياسي لتحديد مخاطر المواد للاستجابة لحالات الطوارئ»
- ان اف بي أي 710 ، «معيار السلامة من الحرائق ورموز الطوارئ»
- ان اف بي أي 921 ، «دليل التحقيقات في الحرائق والانفجارات»
- ان اف بي أي 1001 ، «معيار المؤهلات المهنية لرجال الإطفاء»
- ان اف بي أي 1006 ، «الكفاءات الأساسية لـ الإنقاذ الفني»
- ان اف بي أي 1061 ، «معيار المؤهلات المهنية لموظفي اتصالات السلامة العامة»
- ان اف بي أي 1123 ، «كود عرض الألعاب النارية»
- ان اف بي أي 1126 ، «معيار استخدام الألعاب النارية قبل الجمهور القريب»
- ان اف بي أي 1221 ، «معيار تركيب وصيانة واستخدام أنظمة اتصالات خدمات الطوارئ»
- ان اف بي أي 1225 ، «معايير اتصالات خدمات الطوارئ»
- ان اف بي أي 1600 ، «معيار إدارة الكوارث (الطوارئ) واستمرارية الأعمال (استمرارية برامج العمليات)»
- ان اف بي أي 1670 ، «معيار العمليات والتدريب على البحث الفني وحوادث الإنقاذ»
- ان اف بي أي 1901 ، «معيار أجهزة إطفاء السيارات»
- ان اف بي أي 2001 ، "معيار أنظمة مكافحة الحرائق الغازية